# Plaza de la República (Valdivia)
La Plaza de la República es el nombre oficial que recibe la plaza de Armas de la ciudad chilena de Valdivia, capital de la Región de Los Ríos, en el sur del país. Se encuentra ubicada en el núcleo urbano de la ciudad, a escasas calles de la ribera del río Calle-Calle. Tiene la particularidad de ser la única plaza en Chile que lleva este nombre. 

## Historia

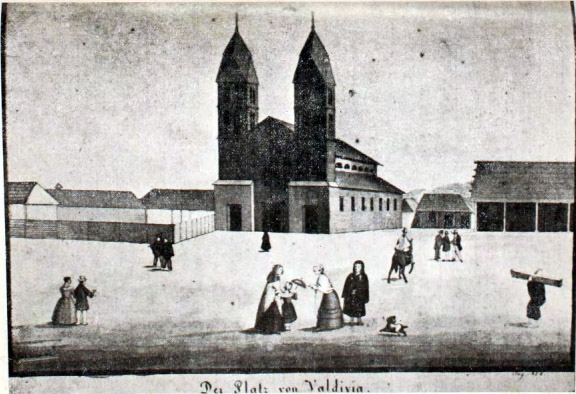
Cuadro de la Plaza de la República en 1755

Este parque urbano, en forma de manzana de diseño rectangular, fue construido en 1552 sobre una cancha abandonada de palín (o chueca), juego tradicional de la cultura mapuche, siendo desde sus inicios uno de los principales puntos de encuentro al aire libre de la comunidad valdiviana. En ese entonces, fue bautizada por los conquistadores españoles del Reino de Chile como «Plaza Mayor». Adicionalmente, funcionó por siglos una feria libre ambulante que permitía la comercialización de los productos que vendían los campesinos de los alrededores, hasta la creación del Mercado Municipal. Durante la ocupación neerlandesa de la ciudad entre 1643 y 1647, la plaza adquirió un menor protagonismo, debido a la preocupación de los ocupantes en proteger los límites urbanos de aquel entonces. Una vez ya recuperado el territorio por los españoles, retomó su relevancia como parte del centro urbano de la ciudad.
Tras la independencia del país, la plaza fue rebautizada a su nombre actual, como «Plaza de la República» el 7 de noviembre de 1820, en honor al naciente Estado soberano que la ciudad formaba parte, al haber sido el lugar donde se juramentó el Acta de Independencia de Chile el 15 de junio de 1820, luego de la toma de Valdivia.

## Infraestructura
- La plaza cuenta con áreas verdes, en los que destacan un buen número de Tilos (Tilia platyphyllos) por todo el perímetro interior del parque. Éstos fueron el reemplazo de los antiguos arces que habían sido plantados dentro del parque, los cuales fueron quemados durante el gran incendio que asedió a la ciudad en 1909.[3]
- Asimismo, destaca como elemento arquitectónico central una glorieta a modo de odeón, además de bancas para el descanso de los visitantes repartidas por todo su interior.
- En la intersección de las calles Maipú y Camilo Henríquez, se ubica un busto restaurado de Fray Camilo Henríquez,[4] en el otro extremo de la plaza en la esquina de Letelier y C. Henríquez se erige el busto a Vicente Pérez Rosales.[5] Ambos restaurados e inaugurados el 13 de febrero de 2025, los cuales fueron vandalizados en el Estallido Social del 2019.[6]

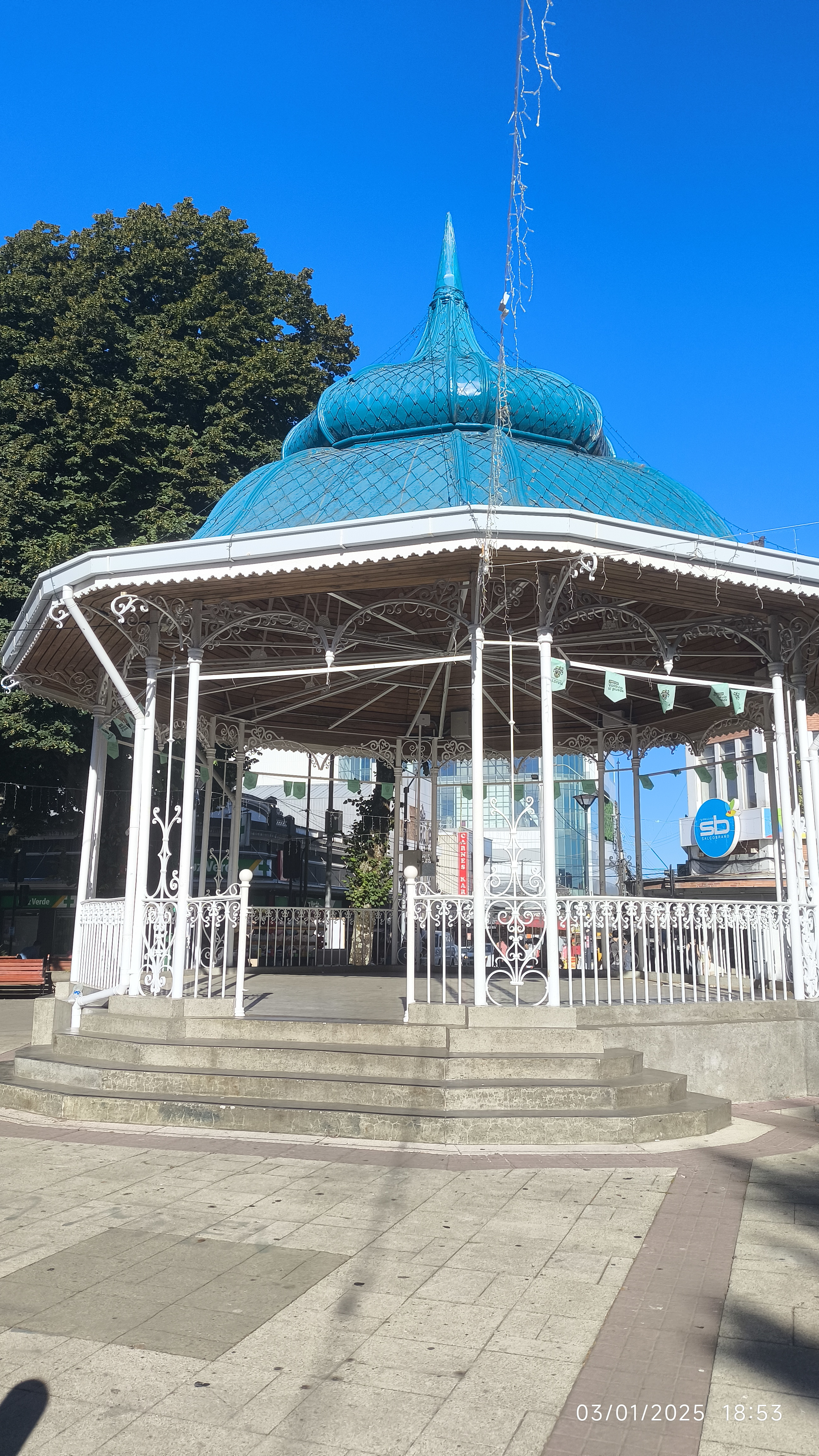
Glorieta de la plaza
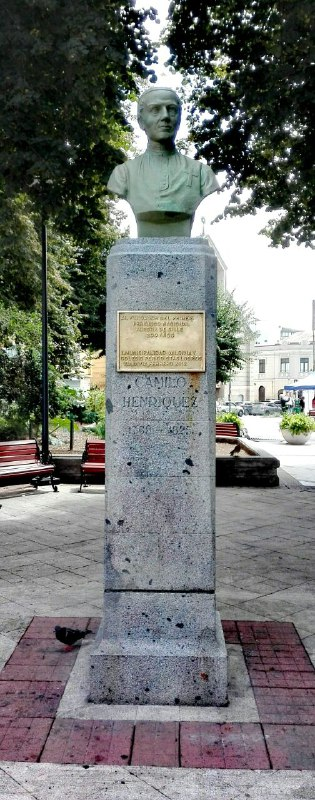
Busto Camilo Henríquez.
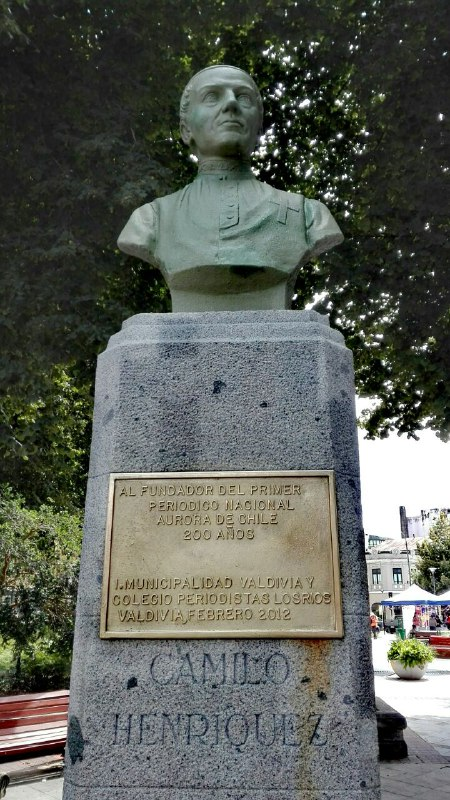
Detalle busto C. Henríquez.
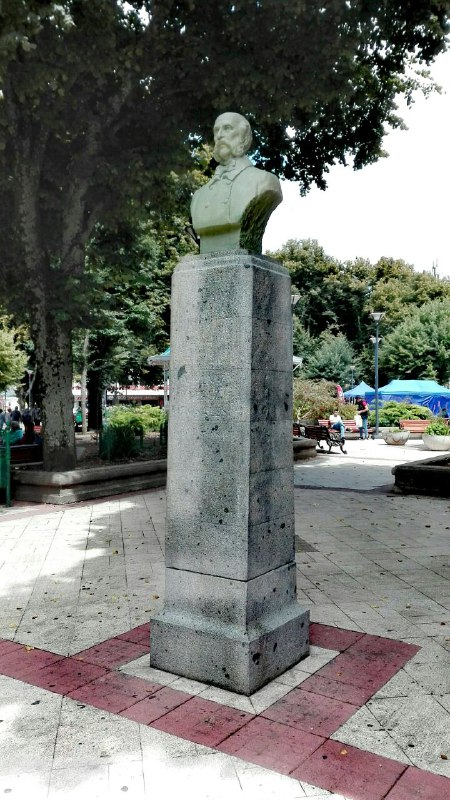
Busto Vicente Pérez Rosales
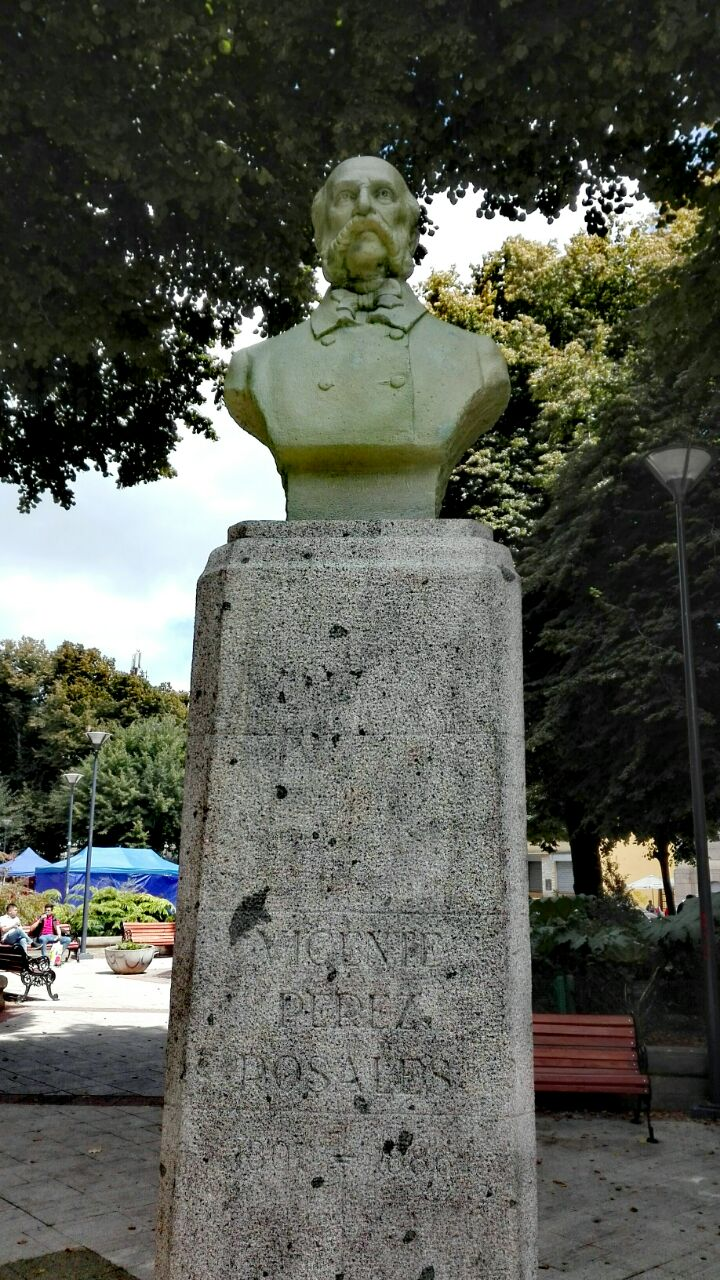
Detalle busto Vicente Pérez Rosales

## Entorno
En el entorno inmediato de la plaza, que se encuentra circundada por las calles O'Higgins, Letelier, Camilo Henríquez y Maipú, se encuentran ubicados importantes instituciones comerciales, político-administrativas y financieras de la ciudad. Frente a calle O'Higgins, está ubicada la catedral Nuestra Señora del Rosario de Valdivia, el principal templo de culto católico de la comuna y sede principal de la diócesis de Valdivia, además de la sede central de Correos de Chile. Por calle Maipú, se encuentra la sede comunal del tradicional Club de la Unión, antiguamente llamado como «Club Alemán de Valdivia».Por calle Camilo Henríquez se ubican tiendas comerciales, entre ellas la galería Centro Nuevo (Ex Multitienda Taboada), una tienda Corona, farmacias Salcobrand y Cruz Verde y una tienda La Polar. 